# سایوز ۳۵
سایوز-۳۵ (به روسی: Союз 35)(به معنای اتحاد ۳۵) دهمین مأموریت سرنشین دار سازمان فضایی شوروی به مقصد ایستگاه فضایی سالیوت۶ و هشتمین اتصال موفقیت‌آمیز به آن بود. این مأموریت همچنین چهارمین مأموریت بلند مدت برای استقرار انسان در مدار زمین بعد از ثبت رکورد ۱۷۹ روزه در سایوز۳۲ به حساب می آمد.

به دلیل برنامه ریزی های انجام شده و ماهیت این مأموریت، سایوز۳۵ با مأموریت های سایوز۳۶، سایوز تی۱، سایوز۳۷، سایوز تی۲، سایوز۳۸ در ارتباط کامل بوده است. به دلیل مشکلات فنی پیش آمده برای پیشران های ایستگاه سالیوت۶، چندین ماه قبل از ارسال سایوز۳۵، فضاپیماهای بدون سرنشین تی۱ و پروگرس۸ به ایستگاه متصل و آن را در مدار مناسب حفظ کرده بودند. فضانوردان این مأموریت پس از ورود به ایستگاه توانستند ۱۸۵ روز را به صورت پیوسته در مدار گذرانده و رکورد جدیدی ثبت کنند. هرچند که این رکود به دلیل عدم تجاوز بیشتر از ۱۰درصد نسبت به رکورد قبلی مورد موافقت فدراسیون بین‌المللی فضانوردی قرار نگرفت. در این مدت ۴ فضاپیمای سایوز حامل انسان و ۲ فضاپیمای باری پروگرس به سالیوت۶ متصل شده و وظایف خود را به انجام رسانند.

والری ریومین به پرکارترین و باتجربه ترین فضانورد تا آن زمان با مجموع ۳۵۲ روز حضور در فضا تبدیل شد. فضانوردان سایوز۳۵ به شکل نامعمولی ۲ کیلوگرم به وزنشان افزوده شده بود.

## خدمه مأموریت
| شماره | نام          | ملیت               | تعداد پرواز | نقش عملیاتی | تصویر |
| ۱     | لئونید پوپوف | اتحاد جماهیر شوروی | ۱           | فرمانده     |       |
| ۲     | والری ریومین | اتحاد جماهیر شوروی | ۳           | مهندس پرواز |       |